# Умбриатико
Умбриатико (итал. Umbriatico) — коммуна в Италии, располагается в регионе Калабрия, подчиняется административному центру Кротоне.
Население составляет 973 человека, плотность населения составляет 13,4 чел./км². Занимает площадь 72 км². Почтовый индекс — 88823. Телефонный код — 0962.
Покровителем коммуны почитается святой Донат из Ареццо, празднование 7 августа.